# Безводное (Тонкинский район)
Безводное — опустевшая деревня в Тонкинском районе Нижегородской области. Входит в сельское поселение Большесодомовский сельсовет.

## География
Находится на расстоянии примерно 8 километров по прямой на запад-юго-запад от районного центра посёлка Тонкино.

## История
В деревне в 1870 году учтено было хозяйств 6, жителей 47, в 1916 — 22 и 121 соответственно. В период коллективизации создан колхоз «Крестьянин».

## Население
Постоянное население составляло 6 человек (русские 100 %) в 2002 году, 0 в 2010.